# A̤̍
Cette page contient des caractères spéciaux ou non latins. S’ils s’affichent mal (▯, ?, etc.), consultez la page d’aide Unicode.
A̤̍ (minuscule : a̤̍), appelé A tréma souscrit ligne verticale, est un graphème et une lettre additionnelle de l’alphabet latin utilisée en puxian. Elle est composée d’un A, d’un tréma souscrit et d’un ligne verticale.

## Représentations informatiques
Le A tréma souscrit ligne verticale peut être représenté avec les caractères Unicode suivants (latin de base, diacritiques), :
| formes    | représentations | chaînes de caractères | points de code       | descriptions                                                              |
| --------- | --------------- | --------------------- | -------------------- | ------------------------------------------------------------------------- |
| capitale  | A̤̍               | A◌̤◌̍                   | U+0041 U+0324 U+030D | lettre majuscule a diacritique tréma souscrit diacritique ligne verticale |
| minuscule | a̤̍               | a◌̤◌̍                   | U+0061 U+0324 030D   | lettre minuscule a diacritique tréma souscrit diacritique ligne verticale |